# 涙をふいて (テレビドラマ)
『涙をふいて』（なみだをふいて）は、2000年10月11日から12月20日までフジテレビ系の「水曜劇場」枠で、毎週水曜日21:00 - 21:54（JST）に放送された日本のテレビドラマ。全11回。上戸彩の女優デビュー作。

## あらすじ
大工の大西勝男（江口洋介）は、学生時代に世話になった先輩を自宅の火事で亡くした。先輩の妻は意識不明の重体で入院し、勝男は残されたその子供たち4人を引き取ることにした。

## キャスト
大西 勝男〈35〉
演 - 江口洋介
主人公。アメフトの選手から大工に転職。何事も“根性”で勝つことが人生のテーマ。
淵上 健太〈17〉
演 - 二宮和也（嵐）
淵上家の長男。思春期の高校生で、強がって大人に心を開かない。
淵上 桃〈14〉
演 - 上戸彩
淵上家の長女。有名私立中学校の2年生で、頭も行儀もいい優等生。
淵上 康太〈11〉
演 - 辰巳雄大（ふぉ〜ゆ〜）
淵上家の次男。やんちゃでイタズラ好きな性格であり、勝男とは最初から意気投合。
淵上 良太〈7〉
演 - 神木隆之介
淵上家の三男で4兄妹の末っ子。マザコン。まだ父親の死を認識できずにいる。のんびり屋でおとなしい性格。
木村 真希
演 - 眞鍋かをり
村田（斉藤） 珠美〈26〉
演 - 内田有紀
村田家の娘。結婚に失敗し、出戻ってくる。気が強く直情方。
手塚 真太朗
演 - トータス松本（ウルフルズ）
勝男の悪友であり、同僚。関西弁で喋る。珠美にひと目ぼれしている。無神経。医師免許を持っている。
淵上 美沙子
演 - 岡田奈々
淵上兄弟の実母。
村田 咲子〈52〉
演 - いしだあゆみ
おかみさん。外面はいいが、気が強くハッキリした性格。
村田 雄一郎〈68〉
演 - いかりや長介
工務店の主。気の強い妻や娘たちに押され気味。
田中
演 - 酒井敏也
工務店に出入りしている左官屋。

### ゲスト

#### 第1話
淵上建一
演 - 木村東吉(5話）
淵上兄弟の実父。勝男のアメフト部時代の先輩にあたる。
自宅の火災により死亡した。
麻衣
演 - 椎名法子（第2 - 6話）
健太の同級生。後に健太と付き合い始めるが、破局。
エリ子
演 - 池端絵美子（第2 - 6話）
康太の担任。結婚のため退職した。

#### 第3話
斉藤 弘明
演 - 加勢大周
珠美の別居中の夫。

#### 第5話
松野文子
演 - 原ひさ子
勝男のお得意様の1人。

#### 第6話
高橋
演 - 矢島健一（第7 - 最終話）
桃が所属する芸能事務所のマネージャー。
ゆかり
演 - 井川遥（第7 - 最終話）
勝男がいつも行っている居酒屋の店員。

#### 第7話
手塚 林太郎
演 - 神山繁（第8話）
真太朗の父（普段は大阪在住）。医者をしている。
高木 理絵
演 - 黒坂真美（第8 - 最終話）
健太がコンビニで知り合った女性。
健太は次第に恋心を抱く。

#### 第8話
早乙女
演 - 池内万作（第9 - 最終話）
康太の担任。

#### 第9話
大山
演 - 堀勉（第10話・最終話）
勝男のアメフト部時代の先輩。

#### 最終話
菊池
演 - 田中龍（第9話）
雄一郎の依頼主。
キャサリン
演 - Laura Windrath
菊池の妻。

## スタッフ
- 脚本 - 吉田紀子、林宏司
- 演出 - 永山耕三、中江功、平井秀樹
- プロデューサー - 杉尾敦弘
- 音楽 - K・N・I・F・E「Hammer Sweet & Tears」
- オープニングテーマ - 嵐「感謝カンゲキ雨嵐」（ポニーキャニオン）
- 主題歌 - ゆず「飛べない鳥」（SENHA&Co）
- 美術 - 関口保幸、荒川淳彦
- 制作著作 - フジテレビジョン

## 放送日程
| 各話                                                       | 放送日   | サブタイトル | 脚本     | 演出     | 視聴率 |
| ---------------------------------------------------------- | -------- | ------------ | -------- | -------- | ------ |
| 第1話                                                      | 10月11日 | 青春         | 吉田紀子 | 永山耕三 | 20.1%  |
| 第2話                                                      | 10月18日 | 母さん       | 林宏司   | 永山耕三 | 18.5%  |
| 第3話                                                      | 10月25日 | 母と娘       | 林宏司   | 中江功   | 16.1%  |
| 第4話                                                      | 11月01日 | 運動会       | 林宏司   | 中江功   | 17.9%  |
| 第5話                                                      | 11月08日 | 約束         | 林宏司   | 永山耕三 | 17.0%  |
| 第6話                                                      | 11月15日 | 恋の嵐       | 林宏司   | 永山耕三 | 17.4%  |
| 第7話                                                      | 11月22日 | 愛の歌       | 林宏司   | 平井秀樹 | 14.0%  |
| 第8話                                                      | 11月29日 | 心の傷       | 林宏司   | 平井秀樹 | 15.4%  |
| 第9話                                                      | 12月06日 | 求婚         | 林宏司   | 永山耕三 | 16.2%  |
| 第10話                                                     | 12月13日 | 心の絆       | 林宏司   | 永山耕三 | 14.5%  |
| 最終話                                                     | 12月20日 | 旅立ち       | 林宏司   | 永山耕三 | 15.7%  |
| 平均視聴率 16.6%（視聴率は関東地区・ビデオリサーチ社調べ） |          |              |          |          |        |

- 最終回は「最終回拡大スペシャル」と題し、21時 - 22時9分の15分拡大放送[1]。

## CD
収録曲
「飛べない鳥」「感謝カンゲキ雨嵐」以外の曲はK・N・I・F・Eが作曲。全ての曲はK・N・I・F・Eが編曲。
1. ONE
2. Two of us
3. Three tears
4. Four way street
5. At fifth avenue
6. Six sense
7. Lucky seven
8. Channel 8
9. Ninth moon
10. 飛べない鳥（Instrumental）
  - 作曲：岩沢厚治

11. 感謝カンゲキ雨嵐（Instrumental）
  - 作曲：馬飼野康二

12. ONE（Tears Version）
13. Two of us（Piano）
14. Three tears（Piano）
15. Three tears（Acoustic Guitar）
16. Three tears（Hammer Version）
17. Four way street（Tears Version）
18. Ninth moon（Ocharake Version）
19. 感謝カンゲキ雨嵐（Piano & Guitar）
  - 作曲：馬飼野康二